# Wingersheim-les-Quatre-Bans
Wingersheim-les-Quatre-Bans é uma comuna francesa na região administrativa de Grande Leste, no departamento do Baixo Reno. Estende-se por uma área de 18,52 km². Em 2010 a comuna tinha 2 353 habitantes (densidade: 127,1 hab./km²).
A municipalidade foi estabelecida em 1 de janeiro de 2016 e consiste na fusão das antigas comunas de Gingsheim, Hohatzenheim, Mittelhausen e Wingersheim.